# Paljavaam (plaats)
Paljavaam (Russisch: Паляваам) is een voormalige hydrologennederzetting aan de gelijknamige rivier Paljavaam in het district Tsjaoenski van de Russische autonome okroeg Tsjoekotka. Het lag op iets ten zuidoosten van de eveneens opgeheven plaatsen Promezjoetotsjny en Majski aan het eindpunt van een weg vanuit de ook opgeheven mijnbouwplaats Komsomolski.
De plaats bestond uit vier kleine huizen en een aantal verwarmde tenten aan de oever van de rivier. De plaats werd opgeheven in 1972. De plaats is alleen bekend van sovjetkaarten, uit documenten van verkiezingscomités en uit een artikel uit de krant Magadanskaja Pravda.